# Об'єкт 680
Об'єкт 680 — дослідна радянська бойова машина піхоти. Розроблено в КБ Курганмашзаводу. Серійно не вироблялася.

## Історія створення
У 1972 році в конструкторських бюро Челябінського тракторного заводу і Курганського машинобудівного заводу було розпочато роботи з глибокої модернізації БМП-1, метою якої було усунення негативного досвіду роботи з БМП-1, а також підвищення тактико-технічних характеристик машини в цілому.
У ході робіт, Курганмашзаводу як один з варіантів у 1972 був запропонований Об'єкт 680. В результаті, після 8 років тривалого аналізу та порівнянь різних запропонованих варіантів та модифікації, переможець конкурсу не був виявлено. Випуск БМП-1 був продовжений, а паралельно невеликими серіями став випускатися Об'єкт 675. Від Об'єкта 680 відмовилися і роботи над машиною були припинені.

## Опис конструкції

### Броньовий корпус та башта
Башта та корпус складалися із зварених броньових катаних листів. У носовій частині праворуч розташовувалася силова установка. Десант із семи осіб розташовувався в задній частині корпусу і поспішав через люки в кормі.

### Озброєння
Як основне озброєння використовувалася 30-мм малокаліберна автоматична гармата [2А42], встановлена у башті, боєкомплект становив 500 набоїв. З 2А42 був спарен 7,62-мм кулемет ПКТ. Також на командирській башті був встановлений другий 7,62-мм кулемет ПКТ. Загальний боєзапас становив 4000 набоїв калібра.

## Машини на базі
- Об'єкт 681 — досвідчена бойова машина піхоти, створена в 1977 ріку, серійно не вироблялася.

## Збережені екземпляри
На даний момент (2010 рік) єдиний досвідчений зразок, що зберігся, знаходиться в Бронетанковому музеї в місті Кубінка.

### Галерея

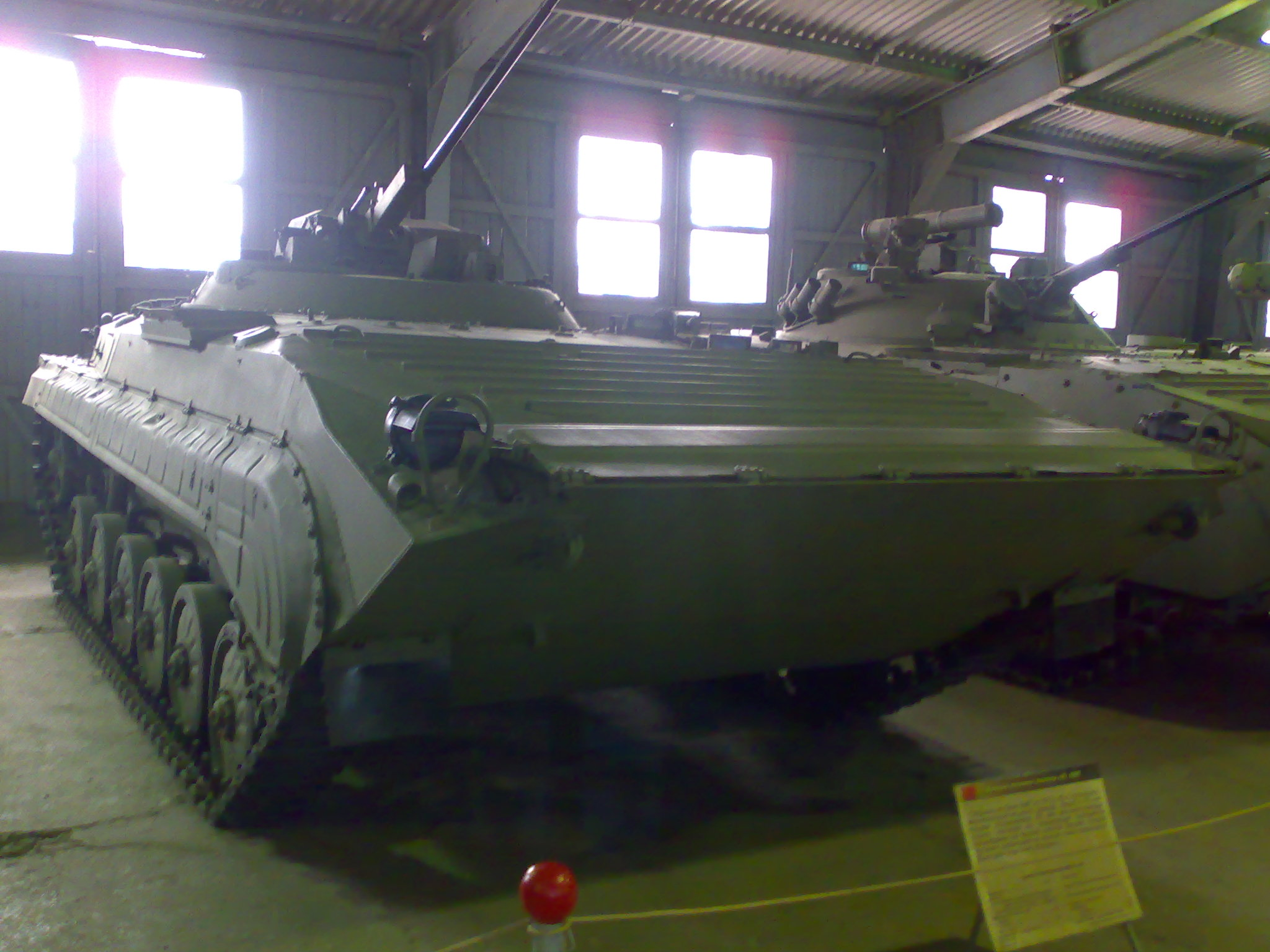
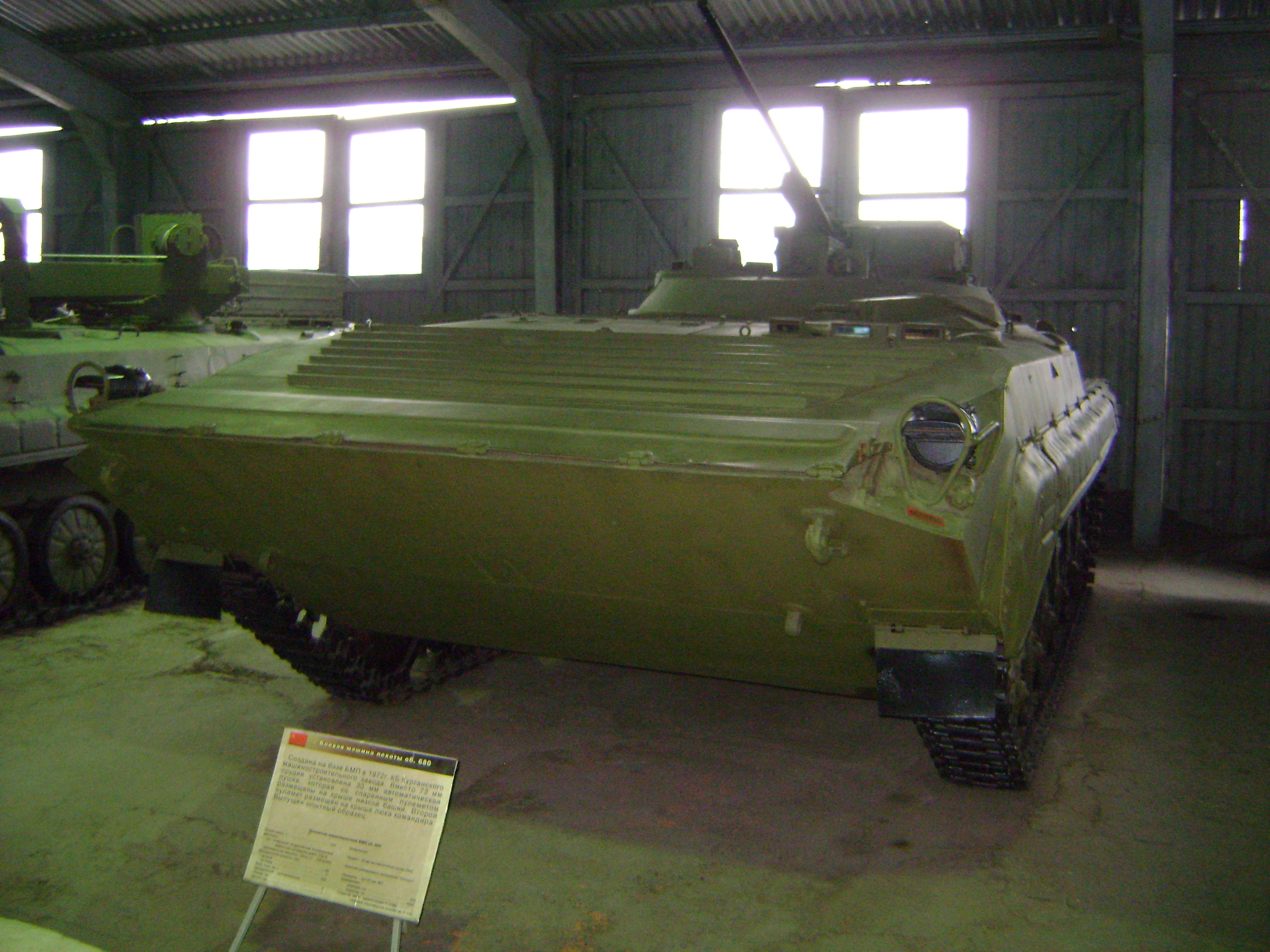
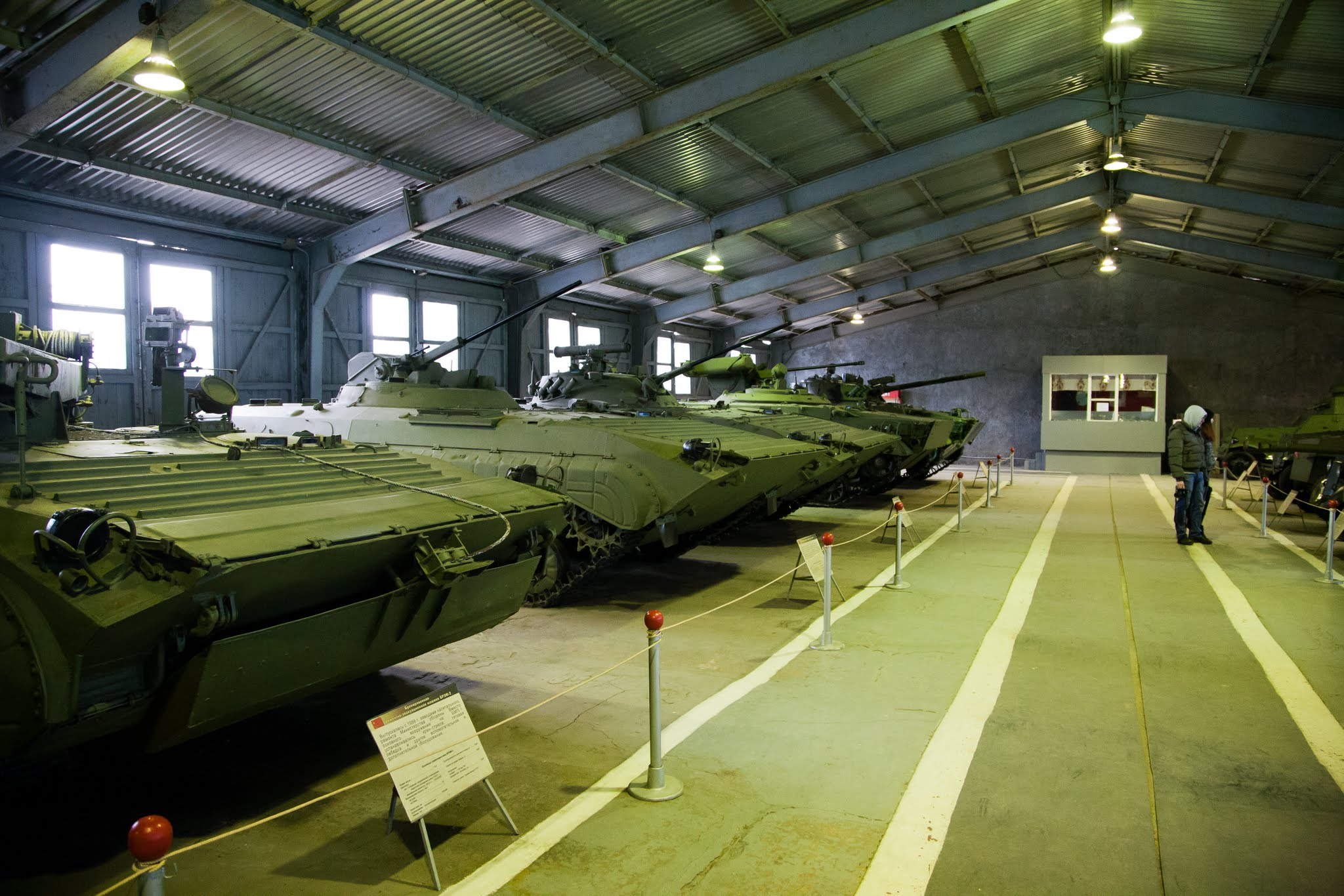